# Kajak (skała)

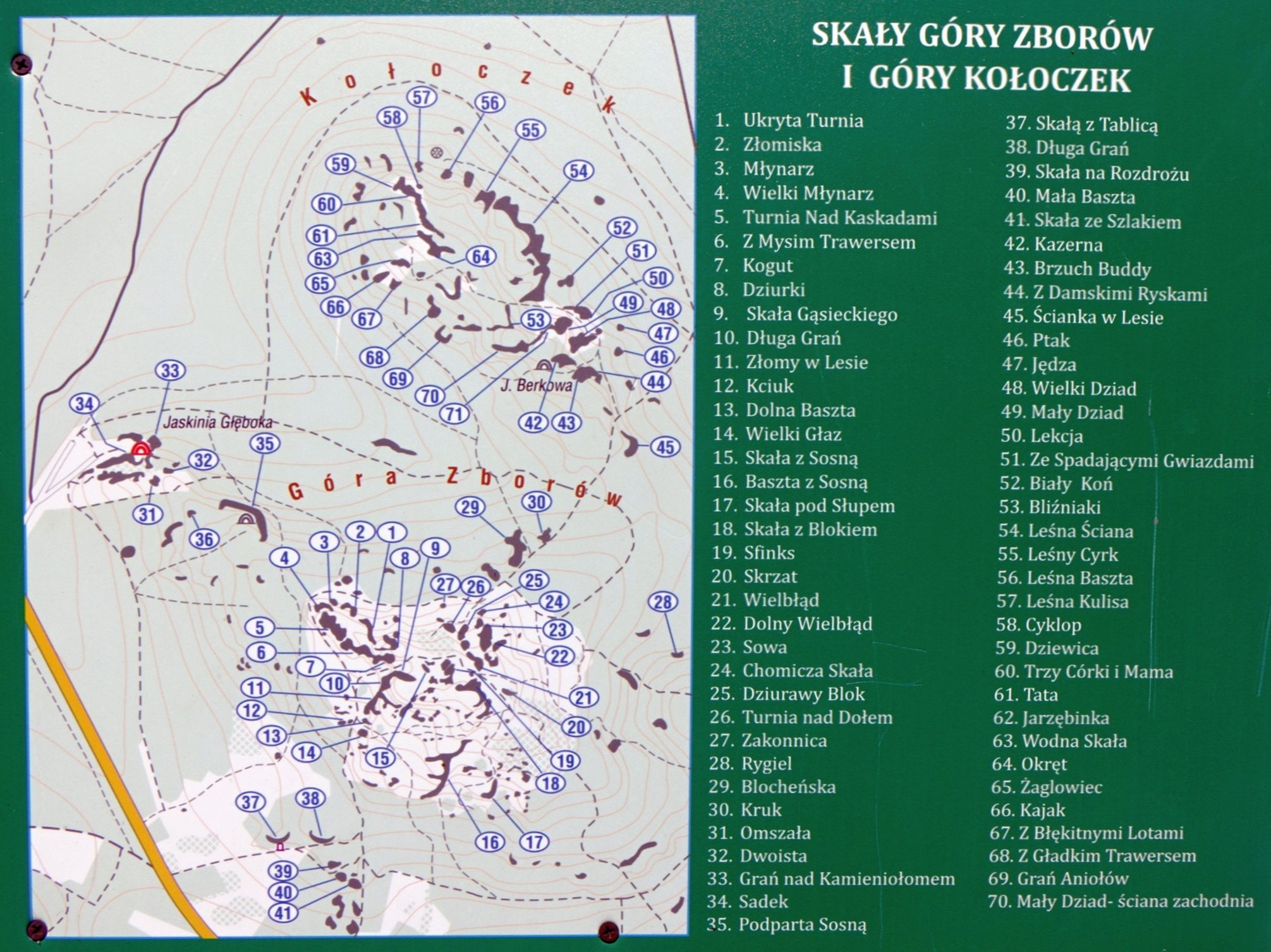
Skały Góry Zborów i Kołoczka

Kajak – skała w grupie Skał Kroczyckich na wzniesieniu Kołoczek na Wyżynie Częstochowskiej, w obrębie wsi Kroczyce w województwie śląskim, powiecie zawierciańskim, w gminie Kroczyce. Lokalizację skał wzniesienia Kołoczek podaje rysunek na tablicy informacyjnej przy wejściu do rezerwatu przyrody Góra Zborów.
Kajak znajduje się w lesie w sąsiedztwie skał Okręt i Żaglowiec. Zbudowany jest z wapieni i ma wysokość 12 m, ściany wspinaczkowe pionowe lub przewieszone. Uprawiana jest na nim wspinaczka skalna.

## Drogi wspinaczkowe
Na Kajaku jest 8 dróg wspinaczkowych o trudności od VI.3 do VI.5 w skali Kurtyki. Na sześciu z nich zamontowano stałe punkty asekuracyjne; ringi (r) i stanowisko zjazdowe (st), na dwóch wspinaczka tradycyjna (trad). Skała o średniej popularności wśród wspinaczy.
Kajak I
1. Kajakowa wycieczka; 3r + st, VI.4/4+, 9 m
2. Problemat Kuchara; 3r + st, VI.4+/5, 10 m
3. Isztwanka; 3r + st, VI.4, 10 m
4. Seul; 3r VI.5, 10 m
5. Czerwony Październik; 4r + st, VI.4+, 10 m

Kajak II
1. Kolaboracja dwufazowa; VI.3/3+, trad, 10 m

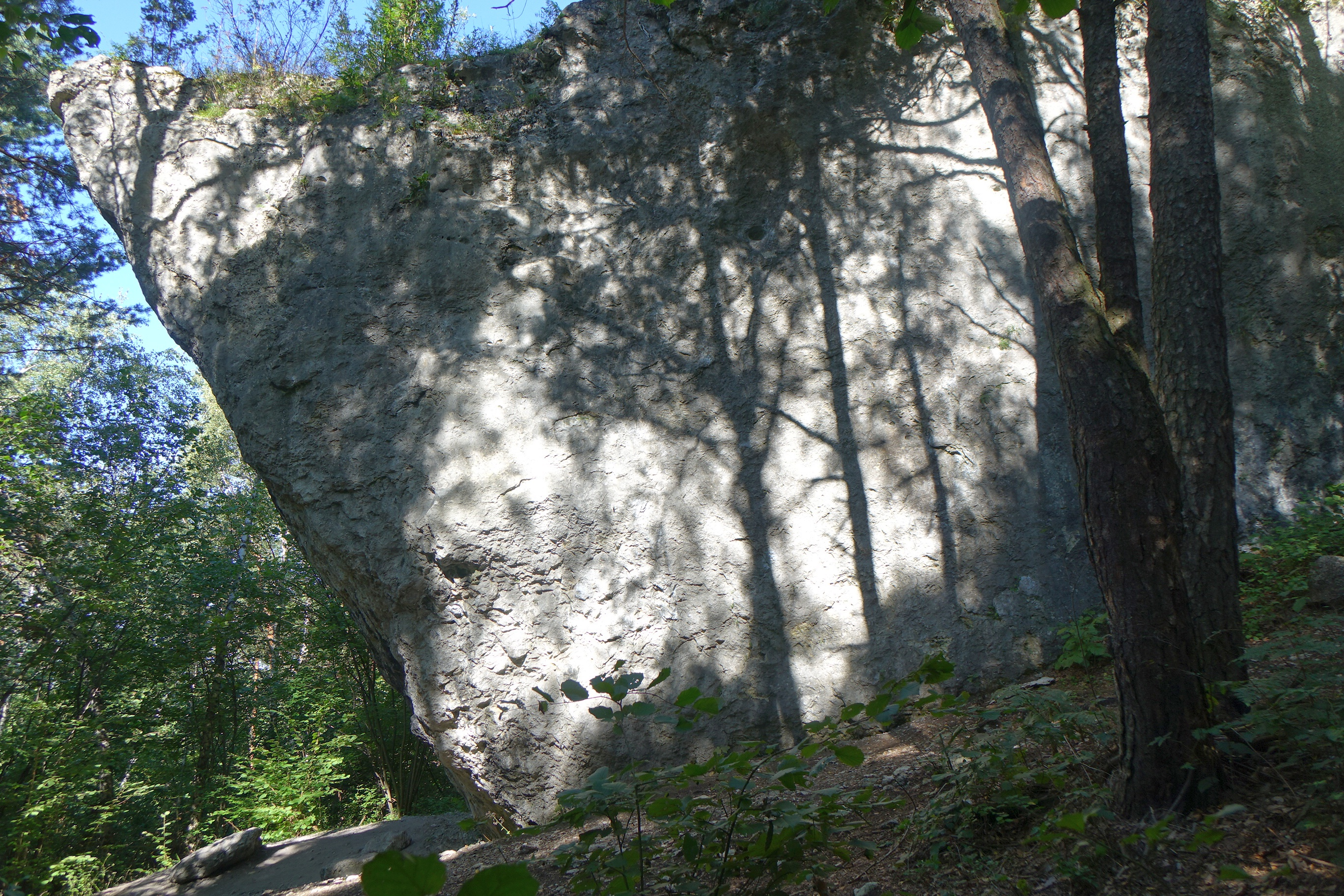
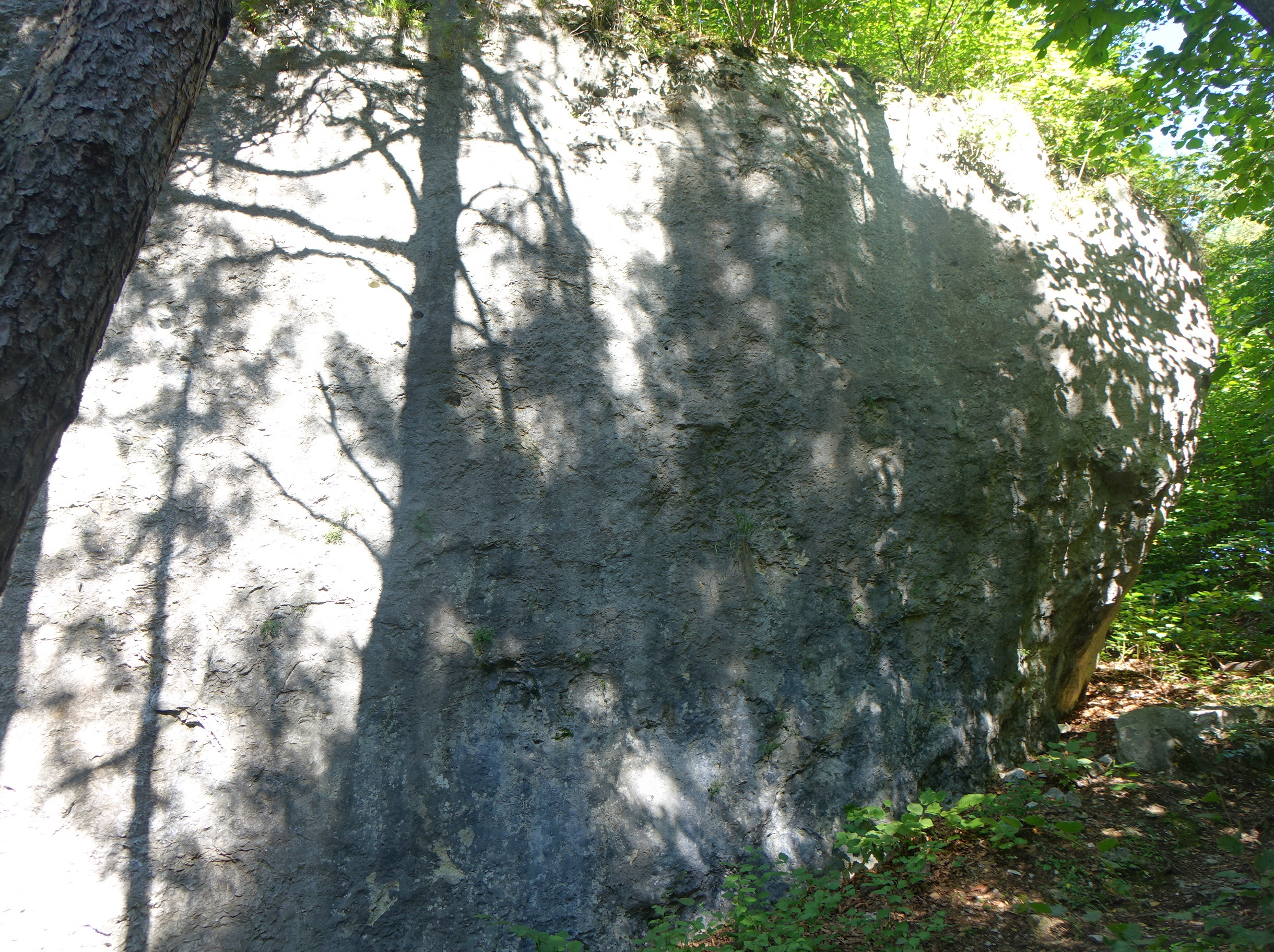
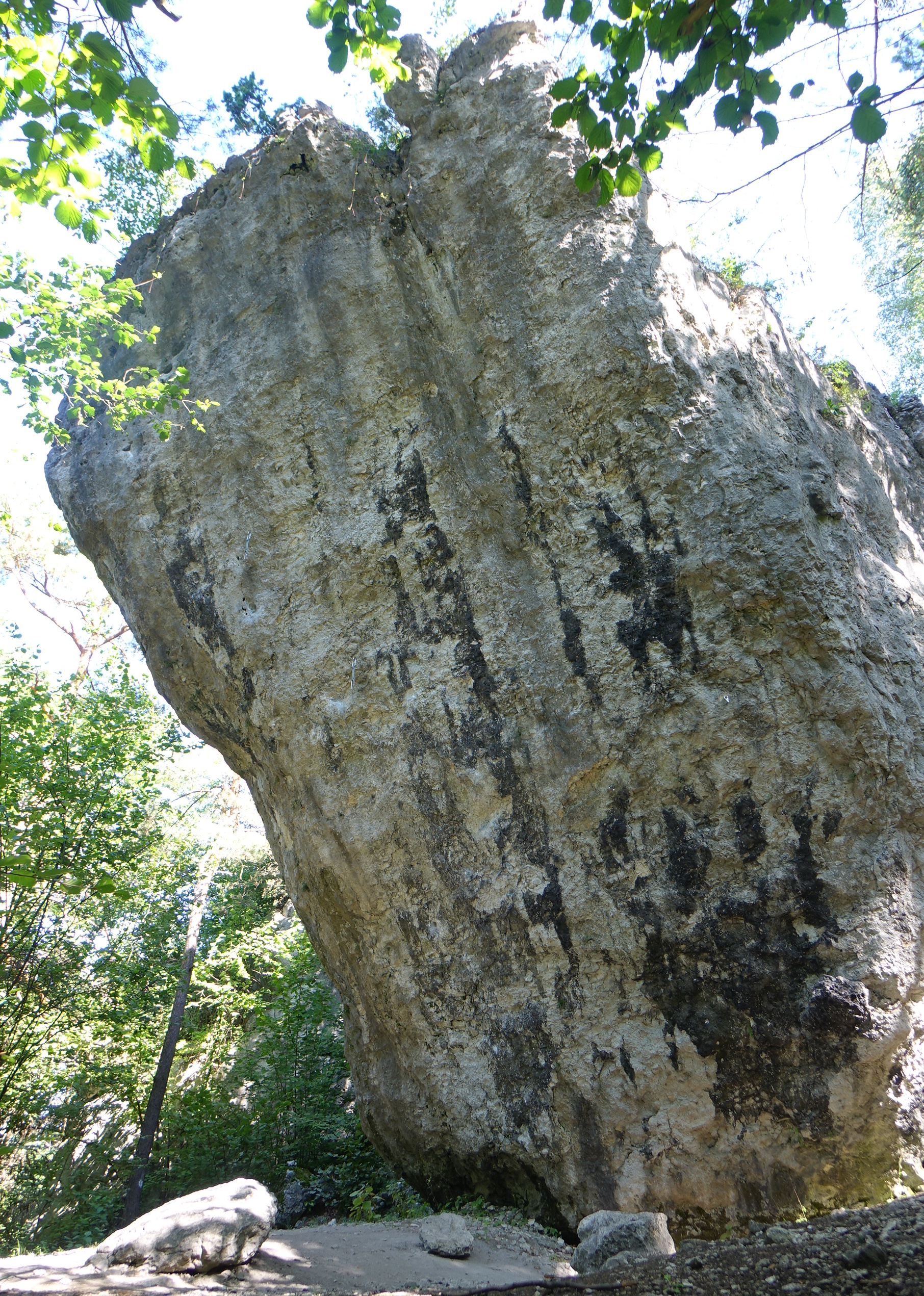
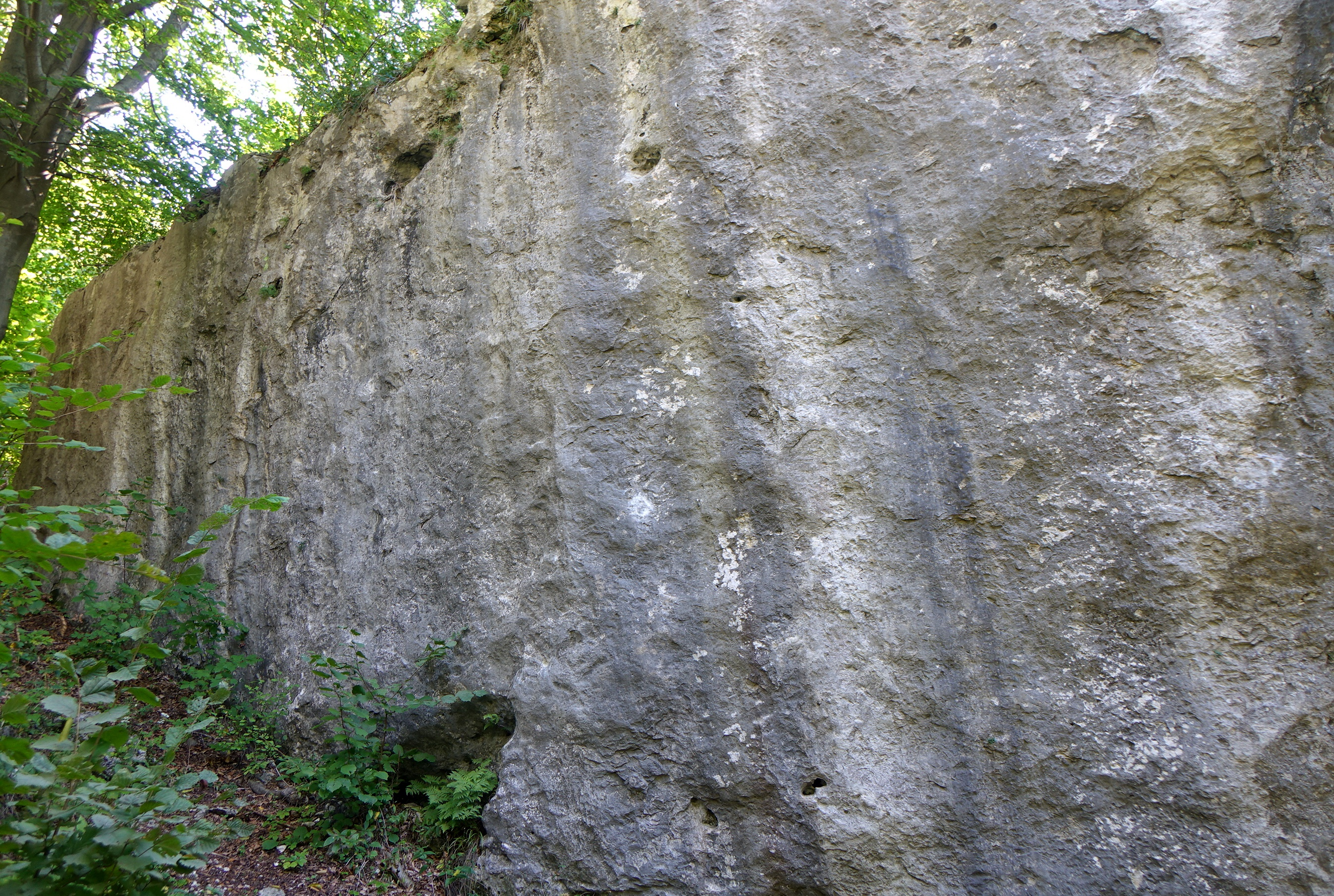
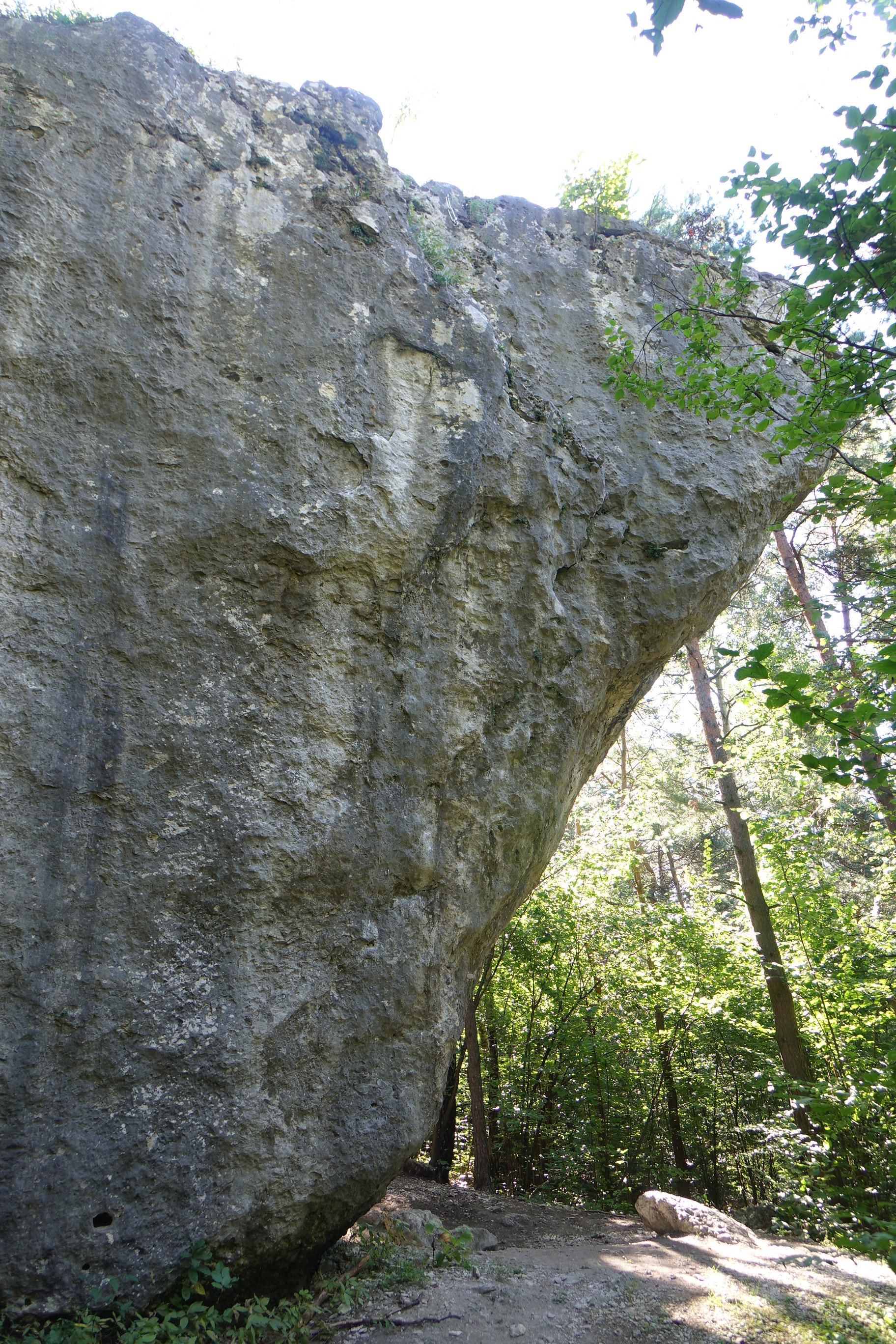
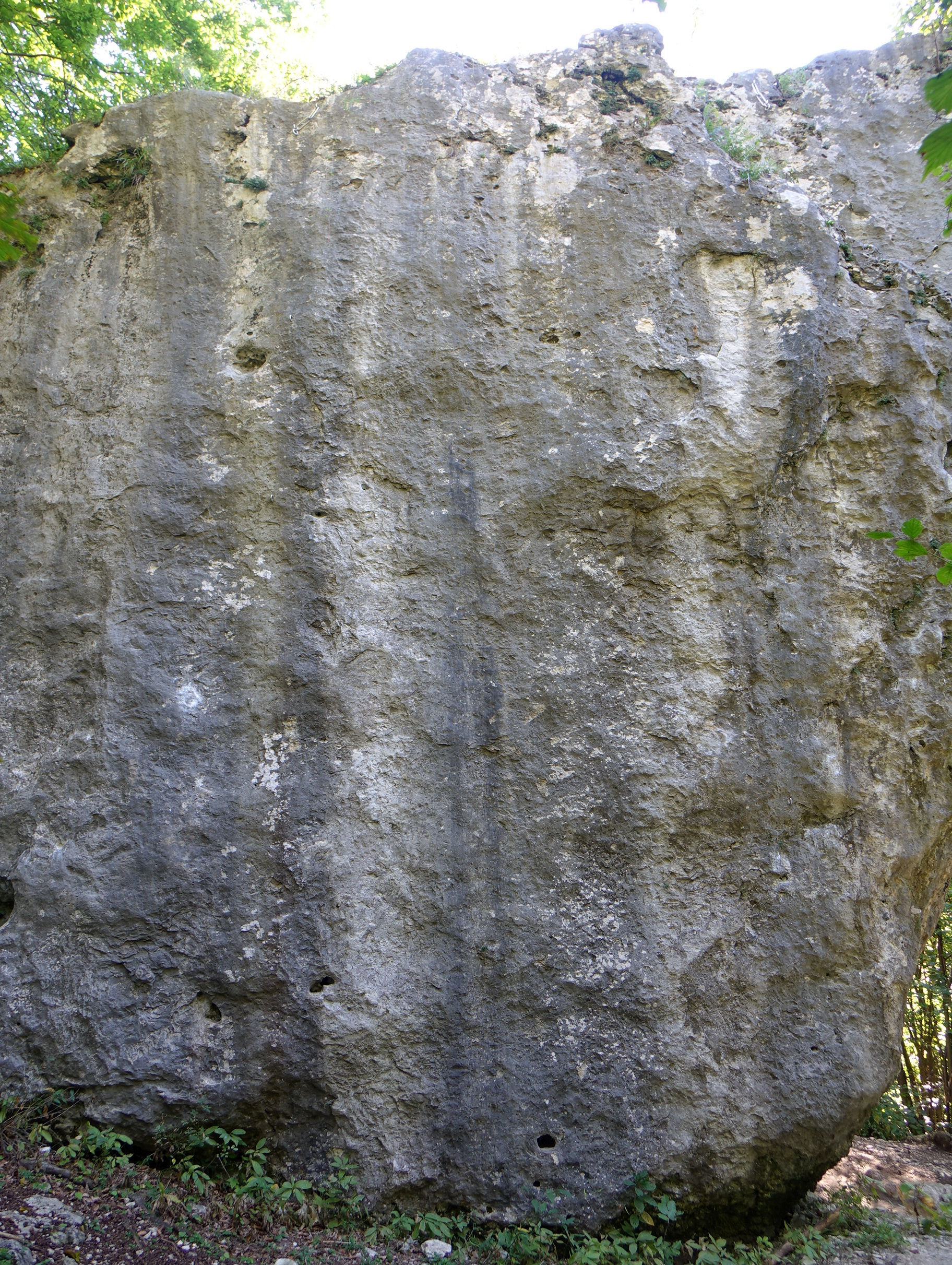

2. Sabotaż; VI.3+, trad, 10 m
3. Ublówka; 3r + st, VI.2+/3, 10 m[4].